# Richard Corbett

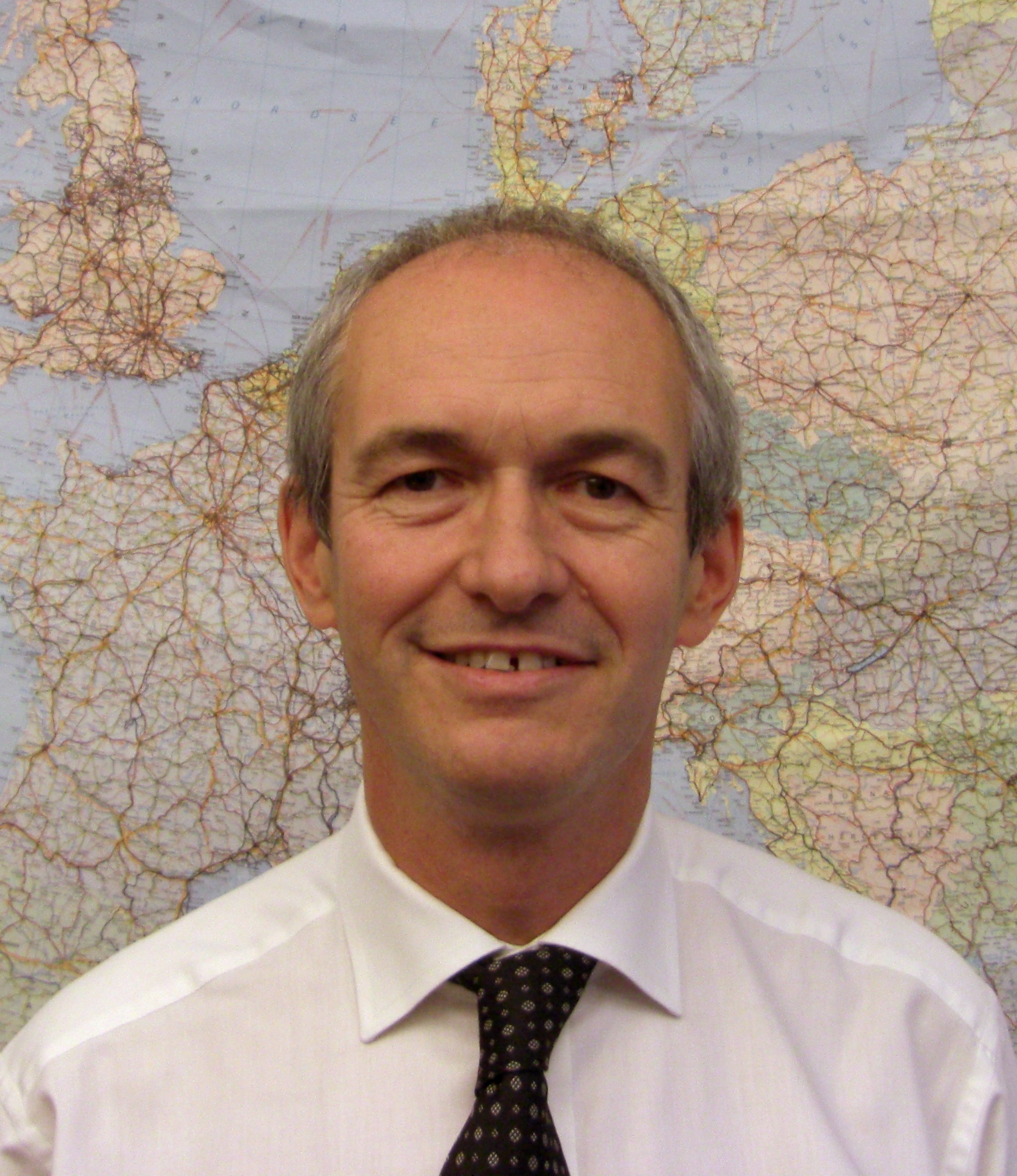
Richard Corbett

Richard Corbett, född 6 januari 1955 i Southport, Merseyside, England, är en brittisk politiker och statsvetare, sedan 1996 ledamot av Europaparlamentet för Labour Party. 
Richard Corbett har varit medlem av Labour sedan 1973. Han har arbetat inom frivilligsektorn och som tjänsteman. 1979-1981 var han ordförande för Unga europeiska federalister. Åren 1989 till 1996 var han politisk rådgivare åt Europaparlamentets socialistgrupp. Han doktorerade i statsvetenskap vid University of Hull 1995. Han är medförfattare till boken The European Parliament, ett standardverk om Europaparlamentet.
Corbett invaldes i Europaparlamentet första gången i december 1996 i ett fyllnadsval för valkretsen Merseyside West. Sedan Storbritannien vid EU-valet 1999 införde proportionella val med regionala partilistor representerar han regionen Yorkshire and the Humber. 
Han är talesman för den socialistiska partigruppen i konstitutionella frågor och ledamot av Utskottet för konstitutionella frågor, där han var vice ordförande 1997-1999.